# Pestič
Pestič sestavljajo plodnica, vrat in brazda. S tujko ga poimenujemo tudi ginecej (izraz, ki označuje vse plodne liste nekega cveta). V plodnici se razvije ena ali več semenskih zasnov, ki vsebuje vsaka eno jajčno celico. Iz jajčne celice se po oploditvi razvije kalček, plodnica pa sodeluje pri tvorbi plodu. Pestič je ženski razmnoževalni del rastline. Spodnji odebeljeni del pestiča imenujemo plodnica. V njej je semenska zasnova z žensko spolno celico jajčna celica. Brazda je del pestiča, na katerem pristane pelod, ki vsebuje spermalni celici; prepoznava ustreznega pelodnega zrna temelji na kemijskih snoveh, v večji meri je odvisna od oblike pelodove ovojnice. V vratu pestiča se nahaja več sinusov (praznih prostorov), skozi katere kaleči pelod požene pelodov mešiček, ki omogoča prehod spermalnima celicama do plodnice pestiča.
Ginecej se vselej nahaja na sredini cveta in je obkrožen s cvetnim odevalom, ki pri mnogih rastlinskih vrstah sestoji iz dveh tipov listov (čašnih ter venčnih). Okoli pestiča so koncentrično razporejeni prašniki.